# Isak Danielson
Isak Ocke Danielson, född 27 augusti 1997 i Hovås, Göteborgs kommun, är en svensk sångare och låtskrivare.

## Uppväxt och studier
Danielson växte upp i Hovås, söder om Göteborg. Hans far, Måns Danielson, är en av grundarna till livsmedelsföretaget Mat.se. Familjen bodde i London 2008–2010, och Isak Danielson gick då på Tring Park School for the Performing Arts.
Han har två äldre systrar.

## Genombrott och karriär
Danielson kom på en tredjeplats i X Factor Sverige (2012).
Danielson fick sitt internationella genombrott efter att den amerikanska dansaren Maddie Ziegler delade ett dansklipp på instagram där hans sång Ending spelades. Därefter användes låten i ett av dansnumren i det amerikanska TV-programmet So You Think You Can Dance.  Hans sång Ending spelades även i ett avsnitt av den amerikanska TV-serien Cloak & Dagger. Låten Ending hamnade på 10 plats på Hollywood Reporters Top TV Songs Chart i juli 2018.
Danielson har släppt två EP och flera singlar och oktober 2018 släppes hans album Yours och gick rakt in på iTunes Sveriges förstaplats. Han medverkade i TV4:s Nyhetsmorgon och sjöng låtarna I'll Be Waiting och Ending. Han uppträdde även på Rockwood Music Hall i New York.
I TV4-programmet Världens viktigaste kväll den 1 maj 2019 framförde han låten "Run To You" i duett med Ane Brun.
Danielson medverkade som sig själv i ett avsnitt av Tunna blå linjen, där han framförde sin låt Say That Everything Will Be Alright.

## Diskografi

### Album
- 2018 – Yours
- 2020 - Remember To Remember Me
- 2021 - Tomorrow Never Came
- 2022 - King of a Tragedy

### Singlar
- 2022 - Good Things Come To Those Who Wait